# Odd Sørli
Odd Sørli (Copenaghen, 29 novembre 1954) è un ex sciatore alpino norvegese.

## Biografia

### Carriera sciistica
Specialista delle prove tecniche, ottenne il primo piazzamento internazionale in occasione dello slalom speciale di Coppa del Mondo disputato il 15 dicembre 1975 a Vipiteno nel quale si classificò al 5º posto: tale risultato sarebbe rimasto il migliore di Sørli nel massimo circuito internazionale. Esordì ai Giochi olimpici invernali a Innsbruck 1976, dove non completò né lo slalom gigante né lo slalom speciale; il 12 dicembre 1979 bissò il suo miglior piazzamento in Coppa del Mondo, a Madonna di Campiglio in slalom gigante (5º), e ai successivi XIII Giochi olimpici invernali di Lake Placid 1980 si classificò 25º nello slalom gigante e 20º nello slalom speciale.
Ai Mondiali di Schladming 1982 fu 6º nella combinata (suo unico piazzamento iridato), ai XIV Giochi olimpici invernali di Sarajevo 1984 (sua ultima presenza olimpica) si classificò 19º nello slalom gigante e non concluse lo slalom speciale e il suo ultimo piazzamento in Coppa del Mondo fu il 13º posto ottenuto nello slalom speciale di Vail del 6 marzo 1984; si congedò dall'attività agonistica in occasione dei Campionati norvegesi 1985, dove vinse la medaglia d'oro nello slalom gigante.

### Altre attività
Dopo il ritiro ha lavorato presso la rivista Se og Hør e come organizzatore di eventi.

## Palmarès

### Coppa del Mondo
- Miglior piazzamento in classifica generale: 41º nel 1976 e nel 1980

### Campionati norvegesi
- 10 medaglie[senza fonte]:
  - 8 ori (slalom gigante, slalom speciale nel 1975; slalom speciale nel 1978; slalom gigante nel 1979; slalom gigante nel 1980; slalom speciale nel 1981; slalom speciale nel 1982; slalom gigante nel 1985)[1]
  - 1 argento (slalom speciale nel 1974)
  -  1 bronzo (combinata nel 1974)[senza fonte]